# Tata Xenon
Tata Xenon – пикап производства индийской Tata Motors. Дебютировался в качестве второго поколения Tata TL на Болонском автосалоне в 2006 году. В конце 2007 дебютировал под названием Tata Xenon. Производство Tata Xenon отлажено на заводах в Индии, Таиланде и Аргентине. Автомобиль оснащается турбодизелями 2.2 л. DICOR (Common Rail) мощностью 140 л.с (103 кВт) при 4000 об/мин, крутящим моментом 320 Нм при 1700-2700 об/мин или 3.0 л DICOR мощностью 115 л.с. при 3000 об/мин, крутящим моментом 300 Нм при 1800-2000 об/мин, 5-ст. механической коробкой G-76-,5/4.1, задним или полным приводом. В Индии на базе Xenon производят внедорожник Tata Sumo Grande.
Передняя подвеска Tata Xenon представляет собой конструкцию из поперечных рычагов и торсионной балки, а задняя построена на основе параболических листовых рессор. На передние колеса установлены вентилируемые дисковые тормоза диаметром 281 мм, на задние – барабанного типа (282 мм).

## Двигатели
- 2.1 л MPFi 486PL 16V I4
- 2.1 л MPFi 486PL 16V CNG I4
- 2.2 л VTT DICOR diesel I4
- 3.0 л DICOR turbodiesel I4

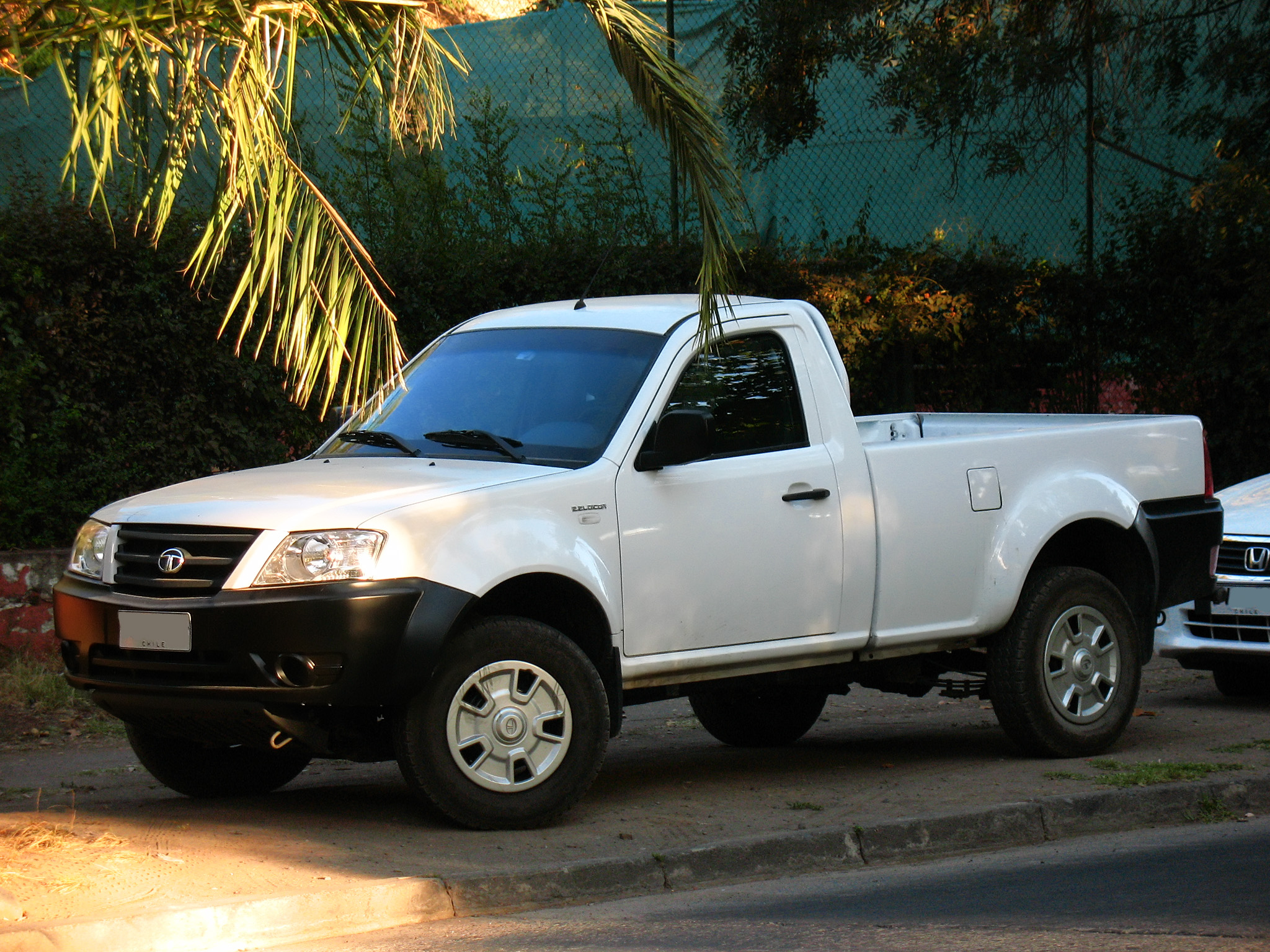
Tata Xenon Regular Cab
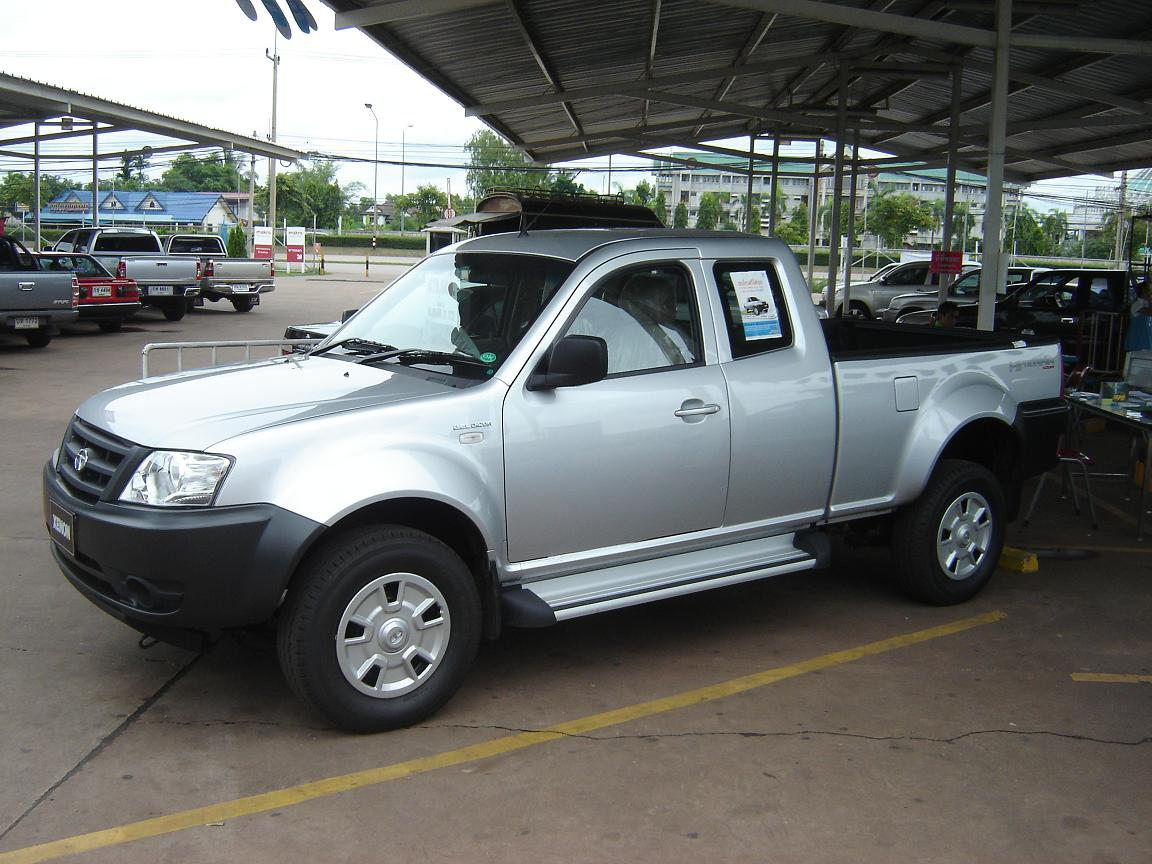
Tata Xenon Extended Cab
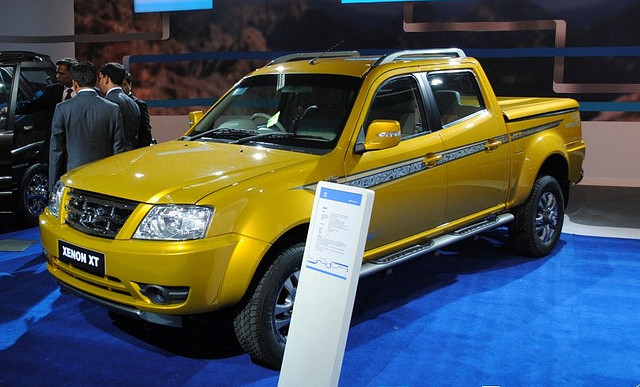
Tata Xenon XT
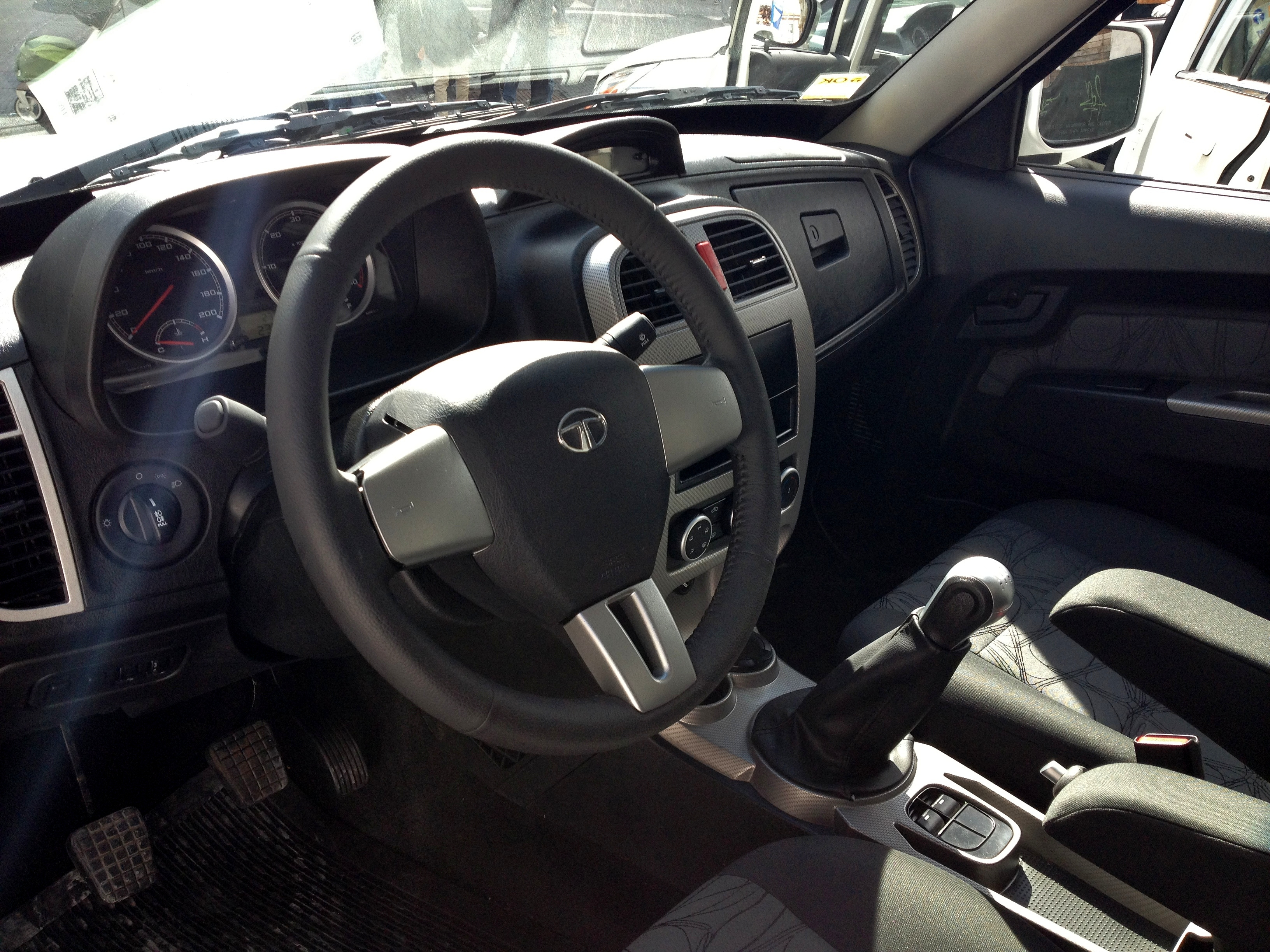
Место водителя